# Modulus disculus
Modulus disculus är en snäckart som beskrevs av Philippi 1846. Modulus disculus ingår i släktet Modulus och familjen Modulidae. Inga underarter finns listade i Catalogue of Life.